# ميخائيل مولوني
ميخائيل مولوني (بالإنجليزية: Michael Moloney)‏ هو مصمم أزياء أمريكي، ولد في 14 ديسمبر 1963 في شبه جزيرة بالوس فيرديس في الولايات المتحدة.

## وصلات خارجية
- ميخائيل مولوني على موقع IMDb (الإنجليزية)
- ميخائيل مولوني على موقع قاعدة بيانات الفيلم (الإنجليزية)